# Mihai Pamfil
Mihai Pamfil (n. 1 aprilie 1953, Fântâna Blănarului, comuna Bogdana, județul Vaslui) este artist plastic român, profesor universitar la Universitatea Națională de Arte „George Enescu” din Iași.

## Date biografice
Mihai Pamfil s-a născut la 1 aprilie 1953, în satul Fântâna Blănarului, com. Bogdana, jud. Vaslui. A absolvit Liceul de Muzică si Arte Plastice "Octav Bancilă" din Iasi (1972) și Institutul de Arte Plastice "Nicolae Grigorescu" din București (1978). Este doctor in estetică. Este profesor universitar la Universitatea Națională de Arte GEORGE ENESCU (Facultatea de Arte Vizuale și Design) din Iași. Este membru titular al Uniunii Artiștilor Plastici din România. Este membru al International Association of Art. A fost redactor la revista de cultură "Măiastra" (Baia Mare) și la Info-artis (Iași). Este autorul cărții de fenomenologie Percepția estetică între restituire și constituire, Ed. ARTES, Iași, 2007. A publicat studii și comentarii plastice în reviste de cultură și ziare diverse. A înființat laboratorul ARTELE FOCULUI la Universitatea de Arte "G. Enescu" din Iași. A realizat ilustrația grafică a unor jocuri cu caracter instructiv-educativ, pentru elevi ("Învațați limba germană fără profesor", "Jocul scriitorilor" etc.). A făcut parte din juriul unor manifestări artistice de nivel național sau internațional. 
A practicat pictura și grafica abstractă într-o perioadă în care "programele" Uniunii Artiștilor Plastici, contaminate ideologic, recomandau portretul omagial și compoziția consacrată glorificării muncii și vieții "luminoase" a "omului nou". În epoca "de aur", opțiunea pentru arta abstractă la un artist profund atașat valorilor artei figurative este și o formă de protest prin neangajare. După anii 90, motivele "protestului" fiind înlăturate, abordează prioritar compoziția figurativă, reprezentând stilizări de oameni și obiecte. Pictura sa se caracterizează prin forță, rafinament și limpezime cromatică și compozițională. În desen manifestă o mare libertate a ductului, amintind de Paul Klee sau Picasso.
"Desenele [lui Mihai Pamfil] sînt adevărate stenograme extrem de sugestive și expresive ale unor stări interioare-exterioare, de cuprindere de sine și de lume, mărturisind fulgurații intuitive complexe asupra spațiului și atmosferei, asupra mișcării luminii și stărilor afective, într-un tot global ce se susține convingător la nivelul imaginii. Intuiția unei spațialități multiple sau a unei „simultaneități cu multiple direcții” (Klee) se împletește cu intuiția semnului ca scriitură concentrată, sintetizînd complexitatea exterioară din interior, prin gestul încărcat de propria lui afectivitate, de conștiința puterii lui configuratoare" (Magda CÂRNECI)

## Expoziții

### Expoziții personale
- 2018 – Chișinău MUZEUL NAȚIONAL DE ARTĂ AL MOLDOVEI.[7]
- 2016 – Sibiu Muzeul BRUKENTHAL, tripla personală Zamfira Birzu, Gabriela Drinceanu, Mihai Pamfil.[8]
- 2016 – Iași Muzeul Unirii.[9]
- 2015 - Sângeorz-Băi Muzeul de Artă Comparată.[10]
- 2015 – Iași Biblioteca ”Mihai Eminescu”.[11]
- 2014 - Vaslui Muzeul „Stefan cel Mare”.[12]
- 2013 - Iași Galeria „Theodor Pallady”.[13]
- 2000 – Iași Galeria “Cupola”.[14]
- 1996 – Iași Galeria “ Trianon”.[15]
- 1994 – Iași Galeria “Cupola”.
- 1992 – Iași Galeria “Cupola”.
- 1992 – Baia Mare Galeria Uniunii Artiștilor Plastici.[16]
- 1986 – Târgu Mureș Galeria “Vatra”.
- 1986 – Baia Mare Galeria Uniunii Artiștilor Plastici.
- 1982 – Baia Mare Galeria Uniunii Artiștilor Plastici.
- 1980 – Baia Mare Galeria Uniunii Artiștilor Plastici.

### Expoziții naționale (selectiv)
- 2017 – Sibiu Expoziția:Patrimoniul viitorului, colecția de artă contemporană a Muzeului Național Brukenthal [17]
- 2013 – Iași Salonul de Desen - Galeria CUPOLA
- 2012 – Iasi Expozitia Nationala „Dialog cu sacrul” -Galeria Bisericii „Adormirea Maicii Domnului”
- 2012 – Iași Salonul anual al U. A. P. „ARTIS” – Hotel „Europa”
- 2012 – Iasi Expozitia INVENTICA - Galeria TONITZA
- 2011 – Iași Salonul anual al U. A. P. „ARTIS” – Hotel „Europa”
- 2011 – Bucuresti Salonul National „Atitudini contemporane”- Galeria APOLLO
- 2011 – Iasi Expozitia Nationala „ESTIVALIA” - Galeria DANA
- 2011 – Iasi Expozitia Nationala „Dialog cu sacrul” - Galeria de Arta a Bisericii „Adormirea Maicii Domnului”
- 2011 – Piatra Neamț Bienala Națională “Lascăr Vorel”
- 2009 – Bucuresti Salonul National „Atitudini contemporane” - Galeria APOLLO
- 2009 – Piatra Neamț Bienala Națională “Lascăr Vorel” - Muzeul de Artă
- 2007 – Bârlad Concursul Național “N.N.Tonitza” - Muzeul de Artă
- 2005 – Piatra Neamț Bienala Națională “Lascăr Vorel” - Muzeul de Artă
- 2001 – București Expoziția Națională a Uniunii Artiștilor Plastici
- 2000 – Bârlad Concursul Național “N.N.Tonitza” - Muzeul de Artă
- 1988 – Baia Mare Expoziția Națională “Atelier ‘35” – Muzeul de Artă
- 1986 – București Expoziția Națională a Uniunii Artiștilor Plastici „Arta in Serviciul Păcii” – Complexul Expozițional Dalles
- 1986 – București “Bienala de Pictură și Sculptură” – Complexul Expozițional Dalles
- 1985 – București „Salonul Bienal de Grafică” – Muzeul Colecțiilor de Artă
- 1983 – București “Salonul Național de Grafică” – Complexul Expozițional Dalles

### Expoziții de artă românească în străinătate și expoziții internaționale
- 2016 – Bacău, Saloanele Moldovei - Sala Alfa
- 2015 – Chisinau, Saloanele Moldovei - Sala C. Brancusi
- 2013 – Iasi EUROPEAN VISUAL ART EXHIBITION, Casa BALS
- 2013 – Chisinău Concursul INTERNATIONAL”Eminesciana”,Universitatea ION CREANGĂ
- 2012 – Chisinau, Saloanele Moldovei - Sala C. Brancusi
- 2011 – Chisinau Saloanele Moldovei - Sala C. Brancusi
- 2011 – Iasi EURO/INVENT–Expozitia Europeana a creativitatii si inovarii - Muzeul Unirii
- 2011 – Iasi Simpozionul INTERNATIONAL A.R.T.E. - Galeriile World Trade Center
- 2011 – Mailhat (Franta) Expozitia „L’ARBRE” (mail art )
- 2011 – Iasi Concursul INTERNATIONAL”Noi si Eminescu” - Muzeul „Mihai Eminescu
- 2011 – Roma (Italia) Expozitia INTERNATIONALĂ „FEMMINE”
- 2010 – Barcelona (Spania) Expozitia INTERNATIONALA „20 X 20 X Haiti” - Galeria „Patricia Munoz”
- 2010 – Bacău-Chișinău, Saloanele Moldovei, Muzeul "G. Apostu" și Sala C Brâncuși
- 2009 – Iasi EURO/INVENT–Expozitia INTERNATIONALA a creativitatii si inovarii - Universitatea „G. Enescu”
- 2009 – Iasi Anuala INTERNATIONALA de artă holotropică - Galeria „Cupola”
- 2009 – Chișinău Saloanele Moldovei - Sala C. Brancusi
- 2008 – Turnu Severin Expozitia Taberei INTERNATIONALE de pictură „Danubius” (Galeria ANGEL’S ART)
- 2008 – Chișinău Saloanele Moldovei (Rep. Moldova; România)
- 2006 – Chișinău Expoziția U. A. P. Iași
- 2006 – Ploiesti Expozitia Taberei Internationale de Creatie Plastica, Cornu (Muzeul de Arta)
- 2005 – Sant Feliu de Guixols (Spania) Concurs internațional de desen
- 2005 – Chișinău Expoziția U. A. P. Iași
- 2001 - Chișinău Saloanele Moldovei - Sala C. Brancusi.[18]
- 1999 – Chișinău Saloanele Moldovei - Sala C. Brancusi.[19]
- 1992 – Szolnok (Ungaria) Expoziția U.A.P. Baia Mare
- 1991 – Nyregyhaza (Ungaria) Expoziția U.A.P. Baia Mare
- 1982 – Gyula (Ungaria) Expoziția U.A.P. Baia Mare.[20]
- 1983 – Ivano Frankovsk (U.R.S.S.) Expoziția U.A.P. Baia Mare

## Distincții
- 2020 - MARELE PREMIU la Salonul Uniunii Artiștilor Plastici din ROMANIA, Filiala Iași.[21]
- 2017 – Premiul pentru pictură “Lascăr Vorel” la Bienala Națională “Lascăr Vorel”, Muzeul de Artă, Piatra Neamț.[22]
- 2016– Premiul Complexului Muzeal IULIAN ANTONESCU, la Saloanele Moldovei, editia a XXVI-a.[23]
- 2014 - Premiul pentru grafică "Club Rotary, Iasi 2000" la Salonul ARTIS al Uniunii Artistilor Plastici, 2014.[24]
- 2013 - Premiul "Mihai Grecu" al Uniunii Artistilor Plastici din Republica Moldova, la Saloanele Moldovei, editia a XXIII-a.[25]
- 2013 – Medalia de aur la EUROPEAN VISUAL ART EXHIBITION, Iași (Casa BALȘ)
- 2012 - Diplomă de excelență la Expziția Internațională EMINESCIANA, Galeria CUPOLA.[26]
- 2011 - Diplomă de excelență la Salonul ARTIS, Iași.[27]
- 2011 – Premiul special pentru compoziție la Expoziția INTERNAȚIONALĂ de Arte Vizuale organizată în cadrul Simpozionului A.R.T.E. - Iași, Galeriile World Trade Center
- 2010 – Nominalizare pictura la manifestarea INTERNATIONALA “Saloanele Moldovei”, Sala “C. Brancuși” Chișinău; Centrul “G. Apostu” Bacău.[28]
- 2009 – Nominalizare pictura la manifestarea INTERNATIONALA “Saloanele Moldovei”, Sala “C. Brancuși” Chișinău; Centrul “G. Apostu” Bacău.[29]
- 2009 – Nominalizare pictura, Expoziția ARTIS, World Trade Center, Iași.[30]
- 2009 – Medalia de argint la Expozitia INTERNATIONALA a creativitătii și inovării (Universitatea „G. Enescu” – Iasi)
- 2007 – Premiul pentru pictură „Stefan Dimitrescu” la Concursul National „N.N. Tonitza”(Muzeul de Artă, Barlad
- 2005 – Premiul pentru pictură la Salonul anual al Uniunii Artiștilor Plastici, World Trade Center, Iași
- 2005 – Premiul pentru pictură “Lascăr Vorel” la Bienala Națională “Lascăr Vorel”, Muzeul de Artă, Piatra Neamț.[31]
- 2004 – Nominalizare pictura la“Saloanele Moldovei”, Sala “C. Brancuși” Chișinău; Centrul “G. Apostu”, Bacău
- 2001 – Nominalizare pictură la Expoziția ARTIS, Palatul Culturii, Iași
- 2000 – Premiu pentru pictură la Concursul Național “N.N.Tonitza”, Muzeul de Artă, Bârlad
- 1998 – Premiul criticii la Concursul Național “N.N.Tonitza”, Muzeul de Artă, Vaslui
- 1997 – Mențiune pentru pictură la Expoziția Uniunii Artiștilor Plastici, filiala Iași, Palatul Culturii, Iași.[32]